# Racing Club de France (volley-ball)
Maillots
Le Racing club de France est un ancien club français de volley-ball, section du club omnisports du Racing Club de France. Lors de l'été 1995, le PSG omnisports se désengage du Paris SG-Asnières au profit du Racing club de France. La section masculine devient donc, de 1996 à 1998, le PSG-Racing. La section féminine quant à elle a été partenaire avec le RC Villebon 91 de 1993 à 1998. Les deux sections sont devenues ensuite le Lagardère Paris Racing. Celui-ci disparaît en 2009 après l'absorption de la section masculine par l'Athlétic club de Boulogne-Billancourt (ACBB) et de la section féminine par le Stade français.

## Palmarès

### Masculin
- Champion de France (9)
  - Vainqueur : 1942 (ZO), 1946, 1948, 1964, 1969, 1970, 1971, 1977, 1978
- Coupe de France
  - Finaliste : 1990

### Féminin
- Champion de France (15)
  - Vainqueur : 1946, 1947, 1951, 1953, 1954, 1955, 1956, 1965, 1966, 1987, 1988, 1989, 1990, 1991, 1992
- Coupe de France (4)
  - Vainqueur : 1988, 1990, 1992, 1993
  - Finaliste : 1987, 1991

## Joueurs célèbres ou marquants
- Michel Constantin
- Michel Genson
- Loïc de Kergret
- Virginie Jouault